# Exposition du Dominion
L'Exposition du Dominion est une exposition annuelle organisée au Canada de 1879 à 1913. Chaque année, le gouvernement fédéral attribue à l’une des plus grandes foires du pays, le rôle d’hôte de l’exposition. 
La première exposition a eu lieu à Ottawa en 1879 et la dernière se déroula à Brandon, au Manitoba, en 1913. Aucune exposition n'a eu lieu en 1914 du fait du déclenchement de la Première Guerre mondiale, et l'événement n'a pas été reconduit après l'armistice. 
Le "Dominion Exhibition Display Building II" à Brandon, un bâtiment en bois construit expressement pour l'exposition de 1913, a été désigné lieu historique national du Canada en 1999. Il s'agit du seul bâtiment construit pour l'exposition du "Dominion" encore intact. 

## Expositions
- 1879 - Ottawa, Ontario [3]
- 1880 - Montréal, Québec [4]
- 1881 - Halifax, Nouvelle-Écosse [5]
- 1883 - Saint John, Nouveau-Brunswick[6], en commémoration du 100e anniversaire de l'arrivée des loyalistes [7]
- 1884 - Montréal, Québec [8]
- 1885 - London, Ontario [9]
- 1903 - Toronto, Ontario [10],[11]
- 1904 - Winnipeg, Manitoba [12]
- 1905 - New Westminster, Colombie-Britannique [13]
- 1906 - Halifax, Nouvelle-Écosse [14],[15]
- 1907 - Sherbrooke, Québec [16]
- 1908 - Calgary, Alberta [17]
- 1910 - Saint John, Nouveau-Brunswick
- 1911 - Regina, Saskatchewan [18]
- 1912 - Ottawa, Ontario [19]
- 1913 - Brandon, Manitoba [20]